# مورتون ن. كوهن
مورتون ن. كوهن (بالإنجليزية: Morton N. Cohen)‏ هو كاتب سير أمريكي، ولد في 27 فبراير 1921 في كالغاري في كندا، وتوفي في 12 يونيو 2017.